# Lithophane zinckenii
Lithophane zinckenii är en fjärilsart som beskrevs av Treitschke 1826. Lithophane zinckenii ingår i släktet Lithophane och familjen nattflyn. Inga underarter finns listade i Catalogue of Life.